# Jörg Sader
Jörg Sader ( Érfurt, 1 de septiembre de 1945 ) es un escritor, profesor y editor alemán experto en retórica y comunicación.

## Biografía
Tras cursar sus estudios secundarios en Erfurt, trabajó como pintor y decorador. Posteriormente trabajó como asistente editorial en Thüringer Tageblatt y en 1966 fue reclutado por el Ejército Popular Nacional. Mientras estaba en el servicio militar, intentó escapar a Alemania Occidental en 1967. Tras ser detenido, fue condenado a prisión y liberado solo 14 meses después mediante un acuerdo con la República Federal de Alemania. Obtuvo su graduación y estudió Filología románica y filosofía en la Universidad Johann Wolfgang Goethe y durante un año en la Sorbona de París. Completó sus estudios en 1977 con el examen estatal para ejercer como profesor de secundaria en las asignaturas de alemán y francés.
Trabajó como profesor de adultos, traductor y librero de antiguo, entre otras cosas. En 1995 se doctoró con una tesis sobre los diarios de Ernst Jünger y entre 1997 y 2002 fue profesor de Literatura alemana moderna en la Universidad Johann Wolfgang Goethe. 
El primer volumen en prosa de Sader, Unter Tage, se publicó en 2010. Dos años más tarde publicó su segundo volumen Imágenes y lecturas. Una mirada a la literatura y al arte con ensayos y conferencias recopilados. En 2018 se publicó su segundo libro de relatos, Alba, Liebste, sobre la vida cotidiana en la RDA, la huida y las consecuencias del Estado totalitario en la vida en la República Federal de Alemania.
Sader es miembro del Círculo de Autores de la República Federal desde 2003  y reside en Berlín.

## Obras
- Im Bauche des Leviathan: Tagebuch und Maskerade. Anmerkungen zu Ernst Jüngers "Strahlungen" (1939–1948), Dissertation, Königshausen & Neumann, Würzburg, 1996.
- Überschreitungen. Dialoge zwischen Literatur- und Theaterwissenschaft, Architektur und Bildender Kunst. Festschrift für Leonhard M. Fiedler, Herausgeber Jörg Sader und Anette Wörner, Königshausen & Neumann, Würzburg, 2002.
- Unter Tage. Erzählungen, Eisenhut-Verlag, Hagen-Berchum, 2010.
- Bilder und Lektüren: Einsichten zu Literatur und Kunst. Essays, Eisenhut-Verlag, Hagen-Berchum, 2012.
- Alba, Liebste und andere Erzählungen. Erzählungen, Mirabilis-Verlag, Klipphausen/Miltitz, 2018.
- Das Flüstern der Augen. Roman, BoD - Books on Demand, 2023.
- Es ist Zeit, lichten wir den Anker: Notate. Aus den T.-Blättern: Beobachtetes, Erzähltes, Erträumtes. kul-ja! publishing, Erfurt, 2024.
- Aufsätze und Rezensionen zu Literatur und Bildender Kunst in Ausstellungskatalogen, Tagespresse und für literaturkritik.de